# Саудовская мечеть
Саудовская мечеть или Мечеть Медины также известна как Большая мечеть (араб. مسجد السعودية‎ или араб. جامع المدينة المنورة‎, фр. Mosque Saudique или фр. Mosquée de la Médina) — мечеть в столице Мавритании, городе Нуакшот.

## История
Мечеть была построена в 2004 году на средства, полученные из Саудовской Аравии. В течение нескольких десятилетий Будда Ульд Бусейри был имамом Саудовской мечети. Он имел большой авторитет среди населения Мавритании, поддерживал мавританский политический режим. Ульд Бусейри был сторонником ваххабитского ислама и распространял это учение на территории Мавритании. После его смерти, новый имам Ахмеду Ульд Лемрабет является сторонником светского салафизма, а также сторонником государственной власти.

## Описание
Саудовская мечеть расположена к юго-западу от Президентского дворца и непосредственно к западу от Торговой палаты. Мечеть имеет пять куполов и два минарета. Считается самой красивой мечетью Мавритании.

## Галерея

Саудовская мечеть
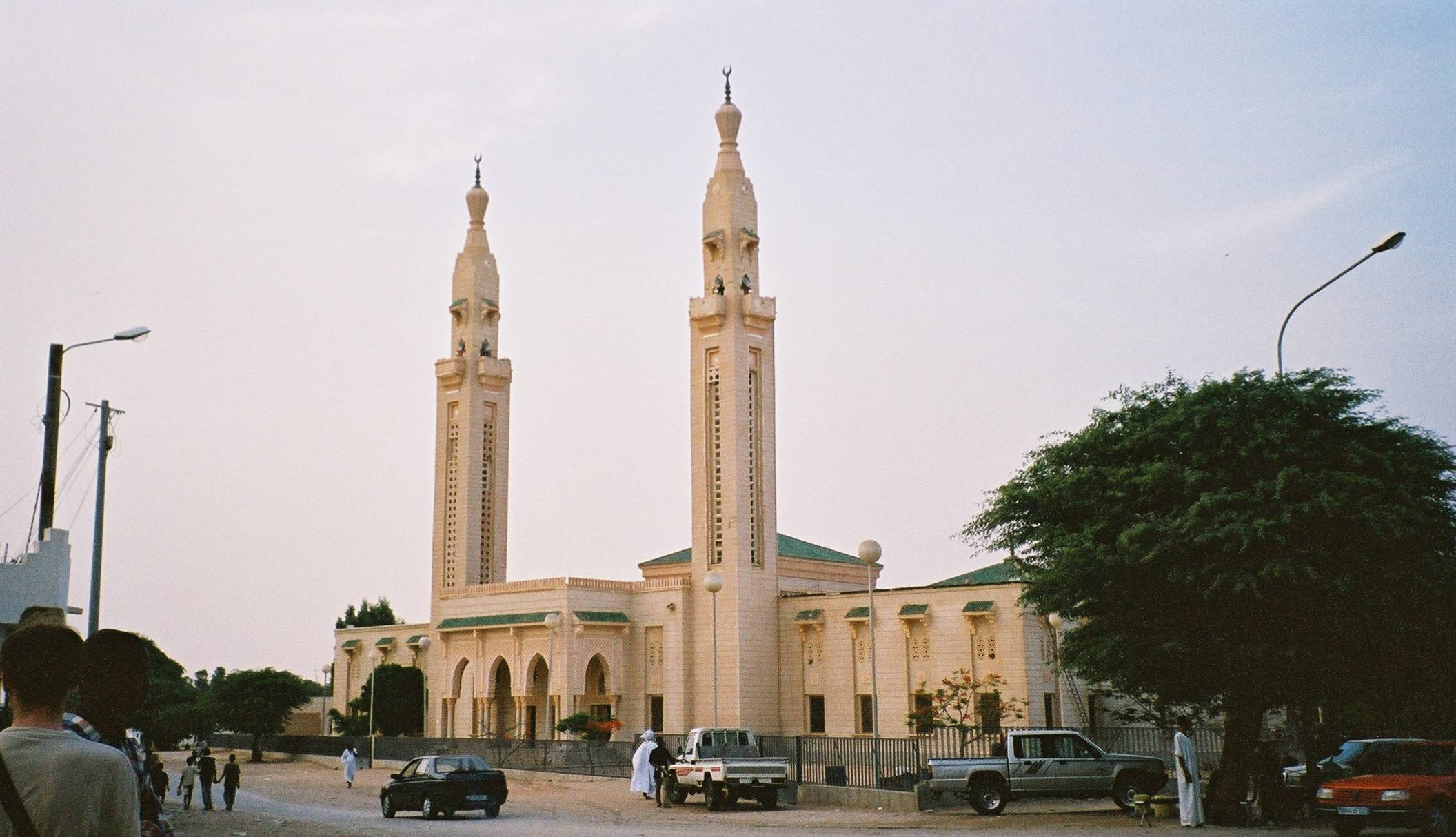
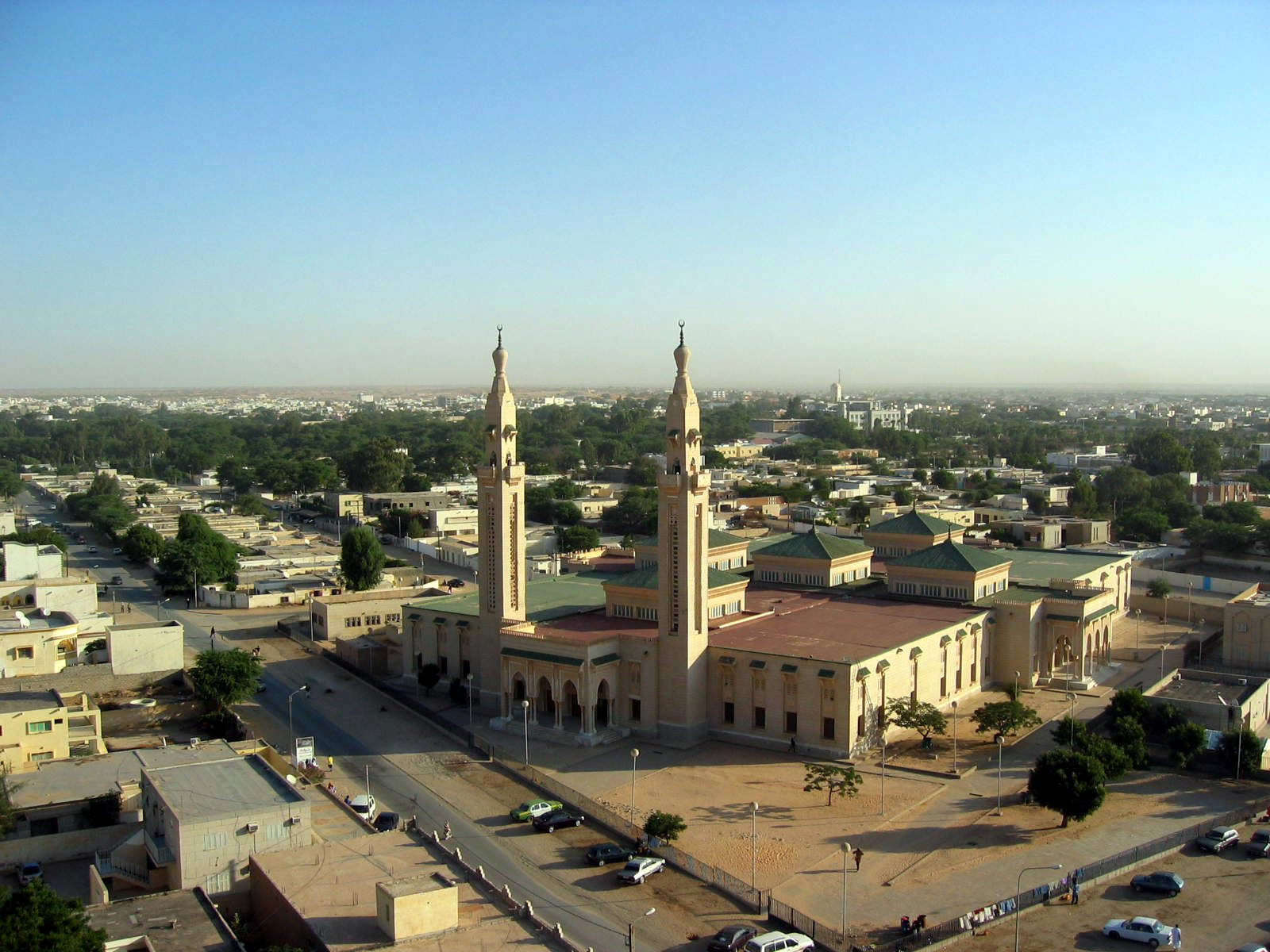
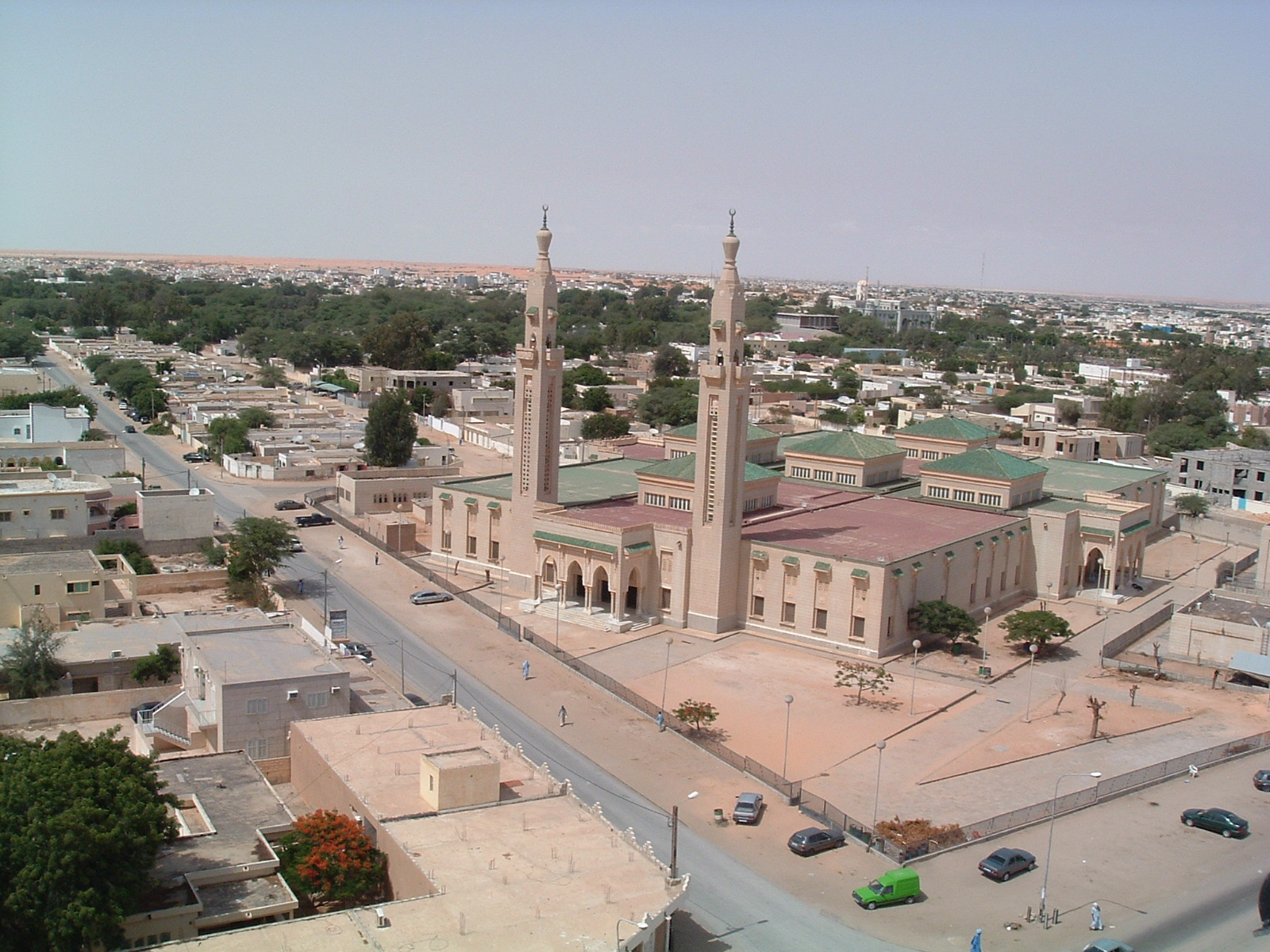
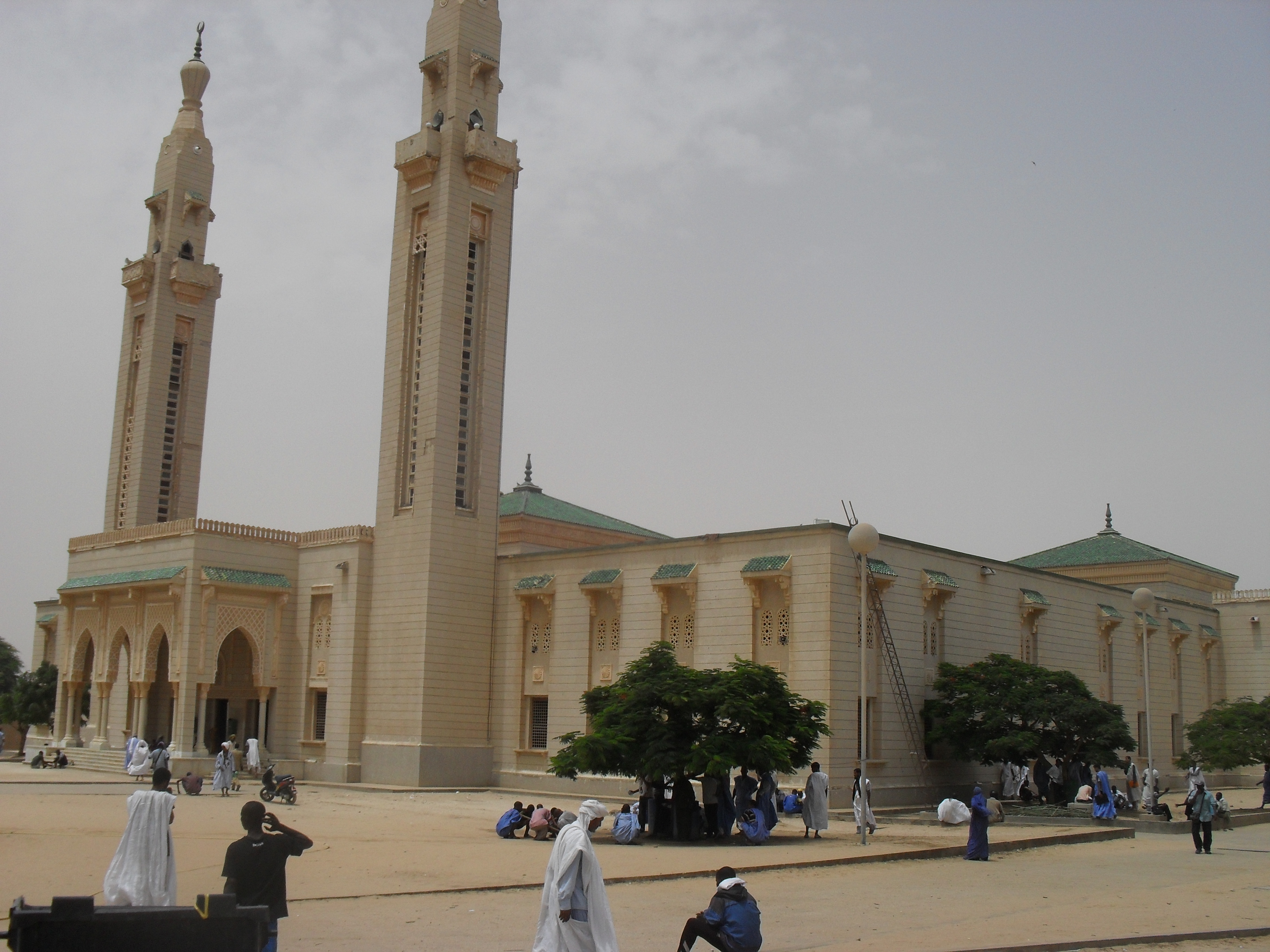
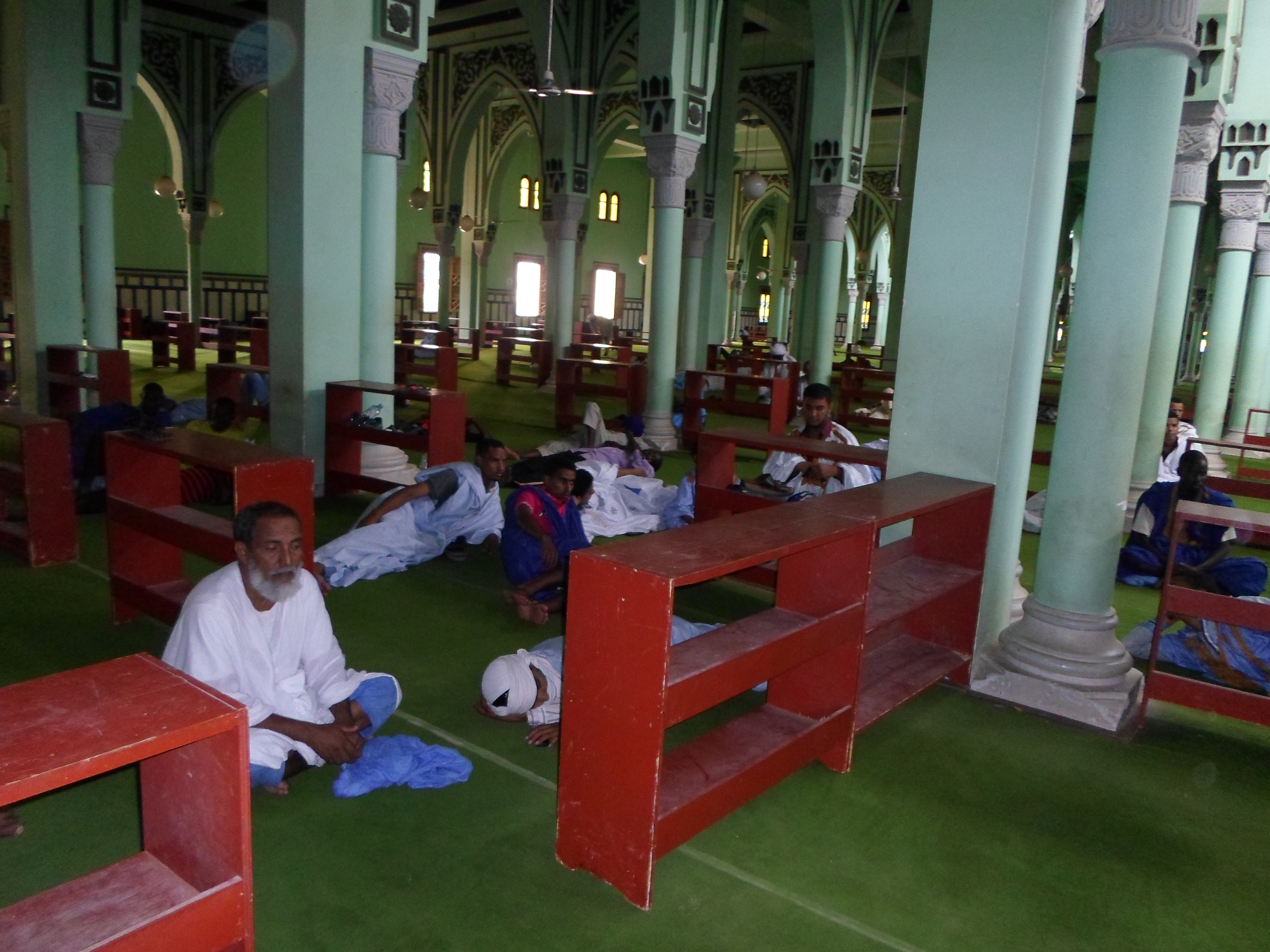